# Top Player's Golf
Top Player's Golf es un videojuego de golf desarrollado por SNK y lanzado en 1990 para Neo-Geo MVS, en 1991 para Neo-Geo AES y para Neo-Geo CD en 1994 (NGM 003).